# جيبرز كريبرز (فلم 2001)
جيبرز كريبرز (بالإنجليزية: Jeepers Creepers) فيلم رعب أمريكي من إنتاج العام 2001، وهو الجزء الأول من ثلاثية تحمل الاسم ذاته.
الفيلم استوحي اسمه من أغنية جاز شهيرة في العام 1938 حملت نفس العنوان "Jeepers Creepers" والتي أنتجتها ذات الشركة المنتجة للفيلم ورنر برذرز.
افتتح الفيلم في 2,944 دار عرض سينمائي داخل الولايات المتحدة ليحقق عوائد قيمتها 37,904,175 مليون دولار أمريكي، لاحقا عندما تم عرضه عالميا حقق 59,217,789 مليون دولار أمريكي.
في 2003 تم عرض الجزء الثاني من السلسلة والذي حمل عنوان جيبرز كريبرز 2 " Jeepers Creepers II" وقد عرض الجزء الثالث من السلسلة في 2009.

## قصة الفيلم
أحداث الفيلم تدور في يوم واحد، الكريبر وهو كائن خرافي يقوم باصطياد مجموعة منتقاة من البشر ويأكل منهم كل شيء مميز فيهم فإذا كان يحتوي على بصر حاد أكل عينه على سبيل المثال. ويقوم بهذا الأمر كل 23 عاما لمدة 23 يوما، كما تدور حول الفتاة تريش وشقيقها الشاب الجامعي داري العائدان إلى منزل العائلة بسيارتهما القديمة في طريق سريعة في أرياف فلوريدا الشمالية قادمين من إجازة الربيع.
وأثناء العودة يتضايقان من سائق يقود عربة نقل سوداء في الطريق تحاول تخطيهما مسرعة ليلمحاها لاحقا قرب كنيسة مهجورة حيث يريان شخصا متشحا بالسواد يقوم بإلقاء مابدى لهما أنها جثث مغطاة بملاءات بيضاء في أنبوب للتصريف قرب الكنيسة. نتيجة إصرار داري على العودة ويقرر الأخ النظر عبر الأنبوب إلا أنه يسقط فيه ليكتشف مشهدا مروعا عبارة عن «معرض» للجثث المحنطة التي تم فصل أجزاء منها وإعادة حياكتها في أجزاء منفصلة وزين بها كهف أسفل الأنبوب.
يغادر الشقيقان المكان في فزع، وفي طرق الهرب يريان عربة الكريبر قادمة بالاتجاه المعاكس عائدة نحو الكنيسة ليفاجآ بعد وقت قصير بالعربة السوداء ذاتها تقترب منهما بسرعة.. لاخقا يتوجهان إلى أقرب مقهى على الطريق لطلب الشرطة، في أثناء محاولتهما طلب الشرطة من هاتف المقهى يتلقيان مكالمة هاتفية من قبل المتبصرة أو العرافة جيزيل التي تخبرهما بأنه عليهما الفرار إذا سمعا أغنية Jeepers Creepers، في تلك الأثناء يقتحم الكريبر سيارتهما ويعبث بمحتويات وملابس الفتى. تحضر سيارة دورية للشرطة لمرافقة الشقيقين لمركز الشرطة وهنا يقوم الكائن بقتل الشرطيين ومطاردة داري وتريش.
في المشهد ماقبل الأخير يتواجد الشقيقين برفقة المتبصرة جيزيل في مركز الشرطة، وكما هو متوقع يطاردهما الكريبر حيث يقوم بعدد من عمليات القتل ليصل إلى الشقيقين حيث يختار الفتى داري وهنا تعرض تريش أن يأخذها عوضا عن شقيقها وما أن تقتحم فرقة من الشرطة الغرفة حتى يفرد الكريبر جناحين له ويطير بداري بعيدا، تلحق به شقيقته لكنه يختفي في الظلام.
المشهد الأخير يعرض صباح اليوم التالي حيث تنتظر تريش وصول والديها في مركز الشرطة برفقة جيزيل وعندما تخرج من باب مركز الشرطة تشاهد غرابا، نركز نظرها على الغراب ليتحول المشهد إلى مصنع مهجور يعج بالغربان، داخل المصنع يسمع موسيقى أغنية جيبرز كريبرز ليظهر مشهد لجلد داري وقد تم سلخه وتركز الكاميرا على محل عين داري الفارغة ليظهر خلف فراغ العين عين الكريبر مبتسمة والتي تشبه عين داري.

## ممثلون
- جينا فيليبس
- جاستين لونغ
- جوناثان بريك
- باتريشيا بلشر
- راي وايز
- سفيتلانا إيفانوفا
- ماريا ديلفينو
- غابرييل هاو
- نيكى ايكوكس
- بيلي آرون براون
- جون بشاره

## جوائز وترشيحات
- جائزة كريستال ريل - أفضل مشاركة.
- ترشح من قبل أكاديمية الخيال العلمي، الفانتازيا وأفلام الرعب (جائزة ساتورن أفضل فيلم رعب).
- ترشح من قبل أكاديمية الخيال العلمي، الفانتازيا وأفلام الرعب (أفضل أداء للممثل الشاب جاستن لونغ).
- ترشح لجائزة دليل الرعب العالمي International Horror Guild كأفضل فيلم.
- ترشح لستيغس – مهرجان الفيلم الكاتالوني في إسبانيا كأفضل فيلم لفيكتور سالفا.

## نسخة بديلة
في المشهد النهائي الذي ينال فيه الكريبر أو المخلوق مايريده، كانت هناك نهاية ممددة أو مضافة، هذه النهاية كانت لتبين أن الأمر كله كان مجرد قصة يرويها غاري (لعب الدور أيضا جستن لونغ) لصديقته ليزا (لعبت الدور أيضا دينا فيلبس). هي لم تصدق القصة التي رواها اياها، وغادرا موقع تخييمهما ورغم كون الحافلة لم تفتهما إلا أنهما قررا الركوب عبر الطريق عبر أول من يتوقف لهما للتوصل واستقلا شاحنة خضراء، للأسف تبين أن الشاحنة هي شاحنة الكريبر ومع نهاية المشهد تقوم ليزا بتشغيل المذياع لتنطلق أغنية جيبرز كريبرز.i